# Mikojan-Gurewitsch MiG 1.44
Die Mikojan-Gurewitsch MiG 1.44 (russisch Микоян-Гуревич МиГ 1.44, NATO-Codename: Flatpack) war ein Prototyp eines Luftüberlegenheitsjägers im Rahmen des russischen MFI-Projektes (Mnogofunkzionalny Frontowoi Istrebitel, russisch многофункциональный фронтовой истребитель; deutsch „Mehrzweck-Frontjäger“, auch „Projekt 1.42“). Das Flugzeug wurde nicht bis zur Serienreife entwickelt.

## Geschichte

### Anfänge
Die Mikojan-Gurewitsch MiG 1.44 hat ihren Ursprung Anfang der 1980er-Jahre, als die US Air Force 1981 das Advanced Tactical Fighter (ATF) Projekt begann. Die UdSSR leitete unverzüglich Forschungs- und Entwicklungsgelder im nächsten Fünfjahresplan für ein neues Kampfflugzeug um. Die Bemühungen wurden auf drei Plattformen aufgeteilt: Istrebitel-90 (I-90, Jäger-90) sollte ein Jagdflugzeug werden, Schturmowik-90 (Sch-90, Schlachtflugzeug-90) ein Schlachtflugzeug, und Bombardirowschtschik-90 (B-90, Bombenflugzeug-90) ein Bomber. Gemäß der Namensgebung sollte die neue Generation vom Kampfflugzeugen 1990 in den Dienst der Luftstreitkräfte der Sowjetunion gestellt werden. Das Zentrale Forschungsinstitut des Verteidigungsministeriums (ZNII-30 und ZNII-2) stellte die generellen Anforderungen für das I-90 auf. Das ZAGI verglich die Auslegung verschiedener Flugzeugentwürfe und ihre jeweiligen Vor- und Nachteile. Das Zentralinstitut für Flugmotoren (ZIAM) sollte fortschrittliche Triebwerke, Lufteinläufe und Düsen entwickeln und das Staatliche Forschungsinstitut für Luftfahrtsysteme (GosNII) leitete die Entwicklung von Avionik wie Radar, Störsystemen etc. Konzeptionell wurde für das I-90 verlangt:
- Extreme Manövrierfähigkeit, es sollten Anstellwinkel von mindestens 60° dauerhaft erflogen werden können.
- Supercruise, die Nachbrenner sollten nur kurzzeitig gezündet werden, um im Gefecht einen taktischen Vorteil zu erlangen, oder bei der Abfangjagd.
- Kleine Radar- und Infrarotsignatur durch Tarnkappentechnik.

Das Flugzeug sollte eine neue Avionikarchitektur mit künstlicher Intelligenz und neue Waffen bekommen. Die Wartbarkeit und Handhabung unter Feldbedingungen sollte ebenfalls verbessert werden. Die Maschine sollte mehrere Ziele außerhalb der Sichtweite bekämpfen können. In einem Kurvenkampf sollten Ziele nach allen Richtungen bekämpft werden können, auch wenn diese durch den Piloten nicht einsehbar waren. Hauptherausforderung bei der Entwicklung des I-90 war deshalb die Avionik. Ziele sollten visuell dreidimensional dargestellt werden, auch ein 3D-Audiosystem war geplant. Die Tätigkeit verbündeter Kräfte sollte ebenfalls angezeigt werden, um beispielsweise Mehrfachbeschuss zu vermeiden.
Um die Kosten zu reduzieren, wurde noch ein einstrahliges Kampfflugzeug entwickelt, welches mit dem zweistrahligen größtmögliche Übereinstimmung aufweisen sollte. Der Jäger-90 wurde als Wettbewerb zwischen den Konstruktionsbüros von Mikojan-Gurewitsch, Suchoi und Jakowlew ausgeschrieben. Das Konstruktionsbüro Suchoi wollte ursprünglich nicht daran teilnehmen, da es mit der Entwicklung und Erprobung der T-10 bereits ausgelastet war, tat es auf Druck des Ministers für Luftfahrtindustrie Iwan Silajew letztendlich aber doch und entwickelte die spätere Su-47 mit vorwärts gepfeilten Tragflächen, die selbst bei 90° Anstellwinkel noch kontrollierbar war. Jakowlew nahm mit einem einmotorigen Delta-Canard-Entwurf teil, der einer McDonnell Douglas X-36 mit zwei nach außen geneigten Seitenleitwerken sehr ähnlich sah. Mikojan-Gurewitsch gewann schließlich die nationale Ausschreibung. Aufgrund der desolaten Finanzlage des Staates verzögerte sich das Programm immer wieder. Bei Mikojan-Gurewitsch kam es darum immer wieder zu Unterbrechungen im Projektablauf.

### Entwicklung
Der Delta-Canard-Entwurf hatte im Überschall Vorzüge, konnte aber im transsonischen Bereich nicht mit der späteren Su-47 mithalten. Das Experimental-Konstruktionsbüro Mikojan-Gurewitsch wurde hauptsächlich deshalb als Gewinner gewählt, da es als typisches Jagdflugzeug-Büro galt, während Suchoi auch bei anderen Flugzeugtypen über Erfahrung verfügte. Das Konstruktionsbüro arbeitete zeitgleich an der großen MFI (Mnogofunkzionalny Frontowoi Istrebitel, „Mehrzweck-Frontjäger“) und dem kleinen LFI (Ljogki Frontowoi Istrebitel, „Leichter Frontjäger“). Die MFI wurde als Projekt 512 oder Erzeugnis (Isdelije) 5.12 bezeichnet, das LFI als Projekt 412 oder Erzeugnis 4.12. Beide sollten so viele Komponenten gemeinsam nutzen wie möglich. 1983 wurden die Aktivitäten landesweit gebündelt und die Flugabwehr, die Luftstreitkräfte der Sowjetunion sowie diverse Forschungseinrichtungen übergeordnet koordiniert. 1983 wurde die MiG MFI in den Fünfjahresplan aufgenommen.
Nach einer Reihe von Windkanalversuchen empfahl das ZAGI Mikojan-Gurewitsch die Wahl eines Delta-Canard-Entwurfs, um ein statisch instabiles Flugzeug mit der gewünschten Wendigkeit zu bekommen. Das Fluggerät sollte Deltaflügel mit 40–45°-Pfeilung und einen Waffenschacht oder zumindest rumpfkonforme Waffenaufhängungen besitzen. Der Lufteinlauf wurde für hohe Anstellwinkel und Überschallgeschwindigkeiten optimiert. Das Flugzeug sollte Schubvektorsteuerung zur Erhöhung der Manövrierfähigkeit und Reduzierung der Start- und Landestrecke erhalten. An Modellen wurde die Radarrückstrahlfläche bestimmt. Ein gemeinsamer Lufteinlauf und eine gemeinsame 2D-Schubvektordüse für beide Triebwerke wurde untersucht. Der optimale Winkel des Schleudersitzes im Flug wurde bestimmt, da sich dieser beim Manövrieren ändern sollte, um höhere g-Lasten erfliegen zu können. Die Möglichkeit beweglicher Bordkanonen wurde ebenfalls untersucht.
Schließlich wurden 1986 die Abmessungen des Flugzeuges, die Geometrie der Einläufe und Leitwerke sowie das zu verwendende radarabsorbierende Material bestimmt. 1987 schickte Mikojan-Gurewitsch und die beteiligten Organisationen ihre Unterlagen zu einem Review, wo grünes Licht gegeben wurde. Da sich die Entwicklung von zwei Kampfflugzeugtypen als zu kostspielig erwies, wurde das LFI gestrichen und nur noch das MFI verfolgt. Die MFI wurde daraufhin in Projekt 1.42 umbenannt. Hauptschwerpunkt der Arbeit blieb weiterhin die Entwicklung der Avionik sowie die Anbindung der Integrierten Modularen Avionik an die zahlreichen Datenbusse. Durch die Streichung des LFI-Programms musste die MFI nun auch Luft-Boden-Aufgaben wahrnehmen können, ohne die Luft-Luft-Fähigkeiten einzubüßen.
Um die Aerodynamik zu erproben, wurden funkferngesteuerte Modelle, welche mit Telemetrie und Kameras ausgerüstet waren, mit einem Helikopter in große Höhen verbracht und ausgeklinkt. Während das Modell zu Boden glitt, wurden Anstellwinkel, Flugstabilität und das Abfangen von Trudeln erforscht. Zum Schutz vor Spionagesatelliten wurden die Flüge zwischen den Satellitendurchgängen durchgeführt und die Modelle in einem grün-gelben Tarnschema lackiert. Die Bodenmannschaft war angehalten, die Modelle nach der Landung innerhalb von Minuten zu bergen und außer Sicht zu bringen. Die Modellversuche bestätigten, dass die MFI noch bei einem Anstellwinkel von 60° kontrolliert fliegen konnte, was bei einem instabilen Fluggerät vorher nicht für möglich gehalten wurde.
NPO Saturn und das ZIAM machten bei der Entwicklung des Saturn AL-41 ebenfalls Fortschritte. Das Zentralkomitee der KPdSU beschloss bereits 1986, dass ein neues Triebwerk entwickelt werden müsse. Das Triebwerk sollte über eine bessere Verdichterleistung und eine volldigitale Triebwerksregelung verfügen. Das Triebwerk sollte der MFI erlauben, dauerhaft im Überschallbereich zu fliegen. Nur bei leistungsintensiven Manövern und starker Beschleunigung sollte der Nachbrenner zugeschaltet werden. Das Triebwerk war von Beginn an mit Schubvektorsteuerung geplant, ursprünglich war ein eckiges 2D-Modell wie bei der F-15S/MTD vorgesehen. 1989 wurde ein Prototyp des AL-41F in eine Su-27UB (Blaue 08) eingebaut. Durch die Überlänge des Triebwerks wurde eine keilförmige Struktur an das Heck montiert, welche die 2D-Schubvektordüse enthielt. Auf der Steuerbordseite wurde das Standardtriebwerk beibehalten. Das AL-41F arbeitete wie gewünscht, allerdings stellte sich heraus, dass die Wärmeverteilung über die eckige 2D-Düse ungünstig war. Folglich wurde entschieden, auf eine axialsymmetrische 3D-Düse zu wechseln. Die Konstruktionsarbeiten am AL-41F wurden 1991 abgeschlossen.

### Ende der Sowjetunion

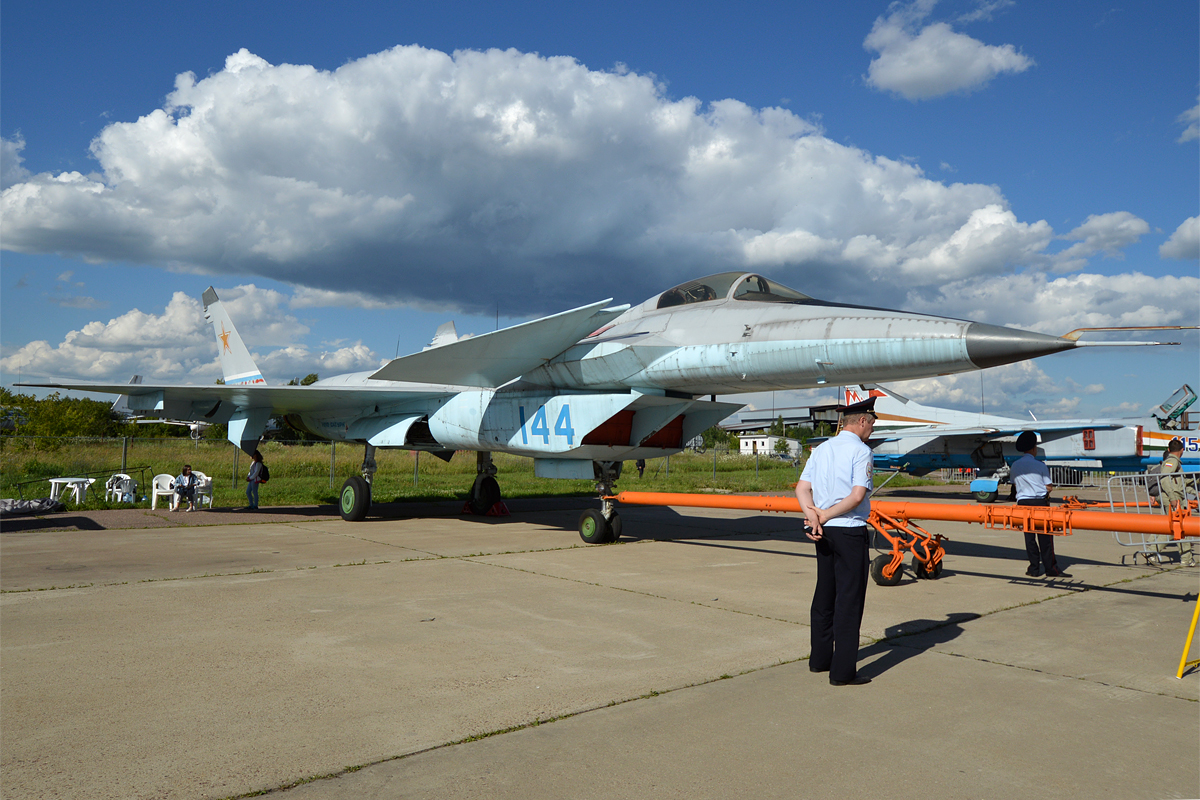
MiG 1.44 auf der Luftfahrtmesse MAKS im August 2015

Nach dem Ende der Sowjetunion lief das MFI-Programm vorerst ungebremst weiter. 1993 führte die Michail-Gromow-Hochschule für Flugforschung Testflüge mit dem AL-41F in einer Tu-16LL durch. Das Triebwerk war im Rumpf eingebaut und konnte während des Fluges aus dem Bombenschacht abgesenkt werden. Später wurde das AL-41F (Trockenschub ca. 2 × ~ 120 kN) in eine MiG-25PD (Nachbrennerschub 2 × 112 kN) eingebaut. Das Flugzeug (Blaue 306) war aufgrund des AL-41F-Nachbrennerschubes von 177 kN kaum kontrollierbar, konnte aber mühelos Mach 2 überbieten. Dabei wurde auch der Triebwerksstart während des Fluges getestet. Zeitgleich entwickelte Mikojan-Gurewitsch Prüfstände, um die Elektrik, Avionik, Hydraulik und Lebenserhaltungssysteme am Boden zu testen. Piloten konnten so die MiG MFI „fliegen“, ohne mit ihr fliegen zu müssen. Lufteinläufe, Steuerflächen und Waffenaufhängungen wurden überarbeitet. Von sechs möglichen Konfigurationen wurden vier als Modell vom Wissenschaftlichen Forschungsinstitut der Luftstreitkräfte (NII WWS) getestet, während der Schleudersitz von GosNIPAS in einem Modell des Vorderrumpfes auf einem Raketenschlitten erprobt wurde.
Da sich die Finanzierung nach 1992 zunehmend schwieriger gestaltete, geriet die Fertigstellung des Prototyps „Erzeugnis 1.44“ ins Wanken. Trotzdem wurde entschieden, zumindest eine 1.44 für statische Tests zu bauen. Zusammen mit Subauftragnehmern wurde der Prototyp „Blaue 01“ schließlich Anfang 1994 fertiggestellt und von Mikojan-Gurewitsch per LKW zur Michail-Gromow-Hochschule für Flugforschung (LII) gebracht. Im Sommer des Jahres folgte der offizielle Rollout. Bis zum Ende des Jahres blieb der Prototyp in der Halle eingemottet, das Bodentestprogramm begann Ende 1994 mit Rolltests. Danach musste das Programm wegen Geldmangels pausieren.
Suchoi hatte durch die Exporterfolge der Su-27-Serie eine ausreichende Finanzbasis erarbeitet und konnte deshalb die Flugerprobung der Su-47 am 25. September 1997 noch vor der MiG MFI beginnen. Mikojan-Gurewitsch ersuchte die russischen Luftstreitkräfte mehrmals um finanzielle Unterstützung, die aber nie gewährt wurde. Mehrere Ankündigungen während der Luftfahrtmesse MAKS über einen Erstflug der Maschine konnten deshalb nicht eingehalten werden. 1999 wurde das Erzeugnis 1.44 auf seine Flugerprobung vorbereitet und am 12. Dezember 1999 schließlich unter Anwesenheit führender Politiker der Öffentlichkeit vorgestellt. Am 23. Februar 2000 wurden die letzten Flugvorbereitungen und Startversuche mit angehobenem Bug durchgeführt. Am 29. Februar erfolgte ein erster, von Testpilot Wladimir Gorbojonow durchgeführter 18-minütiger Flug. Ein zweiter, 22 Minuten lang, folgte am 27. April.
Danach wurde es still um die MiG MFI, das Programm wurde eingestellt. Am 26. April 2002 erhielt Suchoi die Priorität für die Entwicklung eines neuen Kampfflugzeuges (Programm I-21). An der daraus hervorgegangenen Suchoi Su-57 ist neben Jakowlew auch Mikojan-Gurewitsch beteiligt. Es ist davon auszugehen, dass die Erfahrungen mit der MiG 1.44 dabei eine Rolle spielen.

## Technik
Die 1.44 unterscheidet sich von der ursprünglich geplanten Serienversion 1.42. So besaß die 1.44 zum Beispiel kein Radar und keine funktionierenden Waffenschachtklappen. Im Waffenschacht des Prototyps waren die Messinstrumente installiert. Der folgende Abschnitt bezieht sich auf die 1.42.

### Aerodynamik
Die MiG MFI ist ein Delta-Canard-Kampfflugzeug mit kurzem Hebelarm, das heißt, die Canards sitzen direkt vor und über der Tragfläche. Aluminium-Lithium-Legierungen machen 35 % der Leermasse aus, Stahl und Titan 30 %, Verbundwerkstoffe 30 % und Diverse 5 %. Unter dem auftriebserzeugenden Rumpf befindet sich unter dem Grenzschichtabscheider ein keilförmiger Lufteinlauf mit beweglichen Einlassrampen und Unterlippe. Die Luft des Grenzschichtabscheiders wird beim Flug mit Anstellwinkel auf die Tragflächen geleitet. Um den Radarquerschnitt zu reduzieren, ist der Einlauftunnel zu den Triebwerken s-förmig. Die Canards weisen eine Pfeilung von 58° an der Vorder- und 23° an der Hinterkante und an der Vorderkante jeweils einen Sägezahn auf, um das Wirbelfeld über den Tragflächen zu verstärken. Die Tragflächen verfügen über eine Pfeilung von 52° an der Vorder- und 0° an der Hinterkante. Die Wurzeln der Seitenleitwerke sind in die Tragflächen integriert, dort sind auch die nach hinten gerichteten ESM/ECM-Antennen untergebracht. Die Flügelspitzen bestehen aus Radomen, hier sind ebenfalls ESM/ECM-Antennen integriert. Die zwei Seitenleitwerke sind um 14° nach außen geneigt, offiziell um den Radarquerschnitt zu reduzieren, aber wohl eher aus aerodynamischen Gründen. Die Seitenleitwerke besitzen integrierte Steuerflächen und Radome für Antennen an der Spitze. Alle von vorn einsehbaren Bauteile sind mit radarabsorbierendem Material beschichtet.

### Cockpit
Die Cockpithaube ist zweiteilig, wobei der vordere Teil gegen Vogelschlag schützen soll. Der hintere Teil bewegt sich zum Öffnen erst nach oben und kippt dann nach hinten ab. Die Steuerung der Maschine erfolgt durch ein redundantes Fly-by-Wire-System. Das Helmvisier sollte mit dem IRST-System (Infrarotzielsystem) gekoppelt werden, so dass der Pilot das Ziel durch Drehen des Kopfes in die entsprechende Richtung anvisieren kann. Ein System mit der Bezeichnung KSL sollte das physische Befinden des Piloten überwachen und ihn beim Auftreten von zu hohen g-Kräften warnen sowie bei einer eventuell dadurch eingetretenen Bewusstlosigkeit die Maschine automatisch in eine horizontale Fluglage bringen. Um eine solche Bewusstlosigkeit gar nicht erst eintreten zu lassen, kann der Schleudersitz von NPP Swesda seinen Kippwinkel der g-Last anpassen.

### Avionik
Die identischen Rechenbausteine und Algorithmen der IMA wurden in Selenograd entwickelt. An das Weapon Control System sollte ein Phased-Array-Radar von Typ N-014 angeschlossen werden. Dieses sollte 20 Ziele verfolgen und sechs davon gleichzeitig mit Luft-Luft-Raketen bekämpfen können. Ein undefiniertes Infrarotzielsystem (IRST) mit Laserentfernungsmesser war ebenfalls angedacht. Die ESM/ECM-Antennen sollten 360° um das Flugzeug abdecken. Das ESM-System sollte im Nahbereich auch zur Feuerleitung dienen, zum Beispiel, um Ziele in der hinteren Hemisphäre zu bekämpfen.

### Triebwerke
Das Flugzeug besitzt zwei AL-41F-Triebwerke mit einem Nachbrennerschub von 177 kN und einem variablen Nebenstromverhältnis. Die Düsen sind axialsymmetrisch, konvergent-divergent verstellbar und ermöglichen eine 3D-Schubvektorsteuerung. Die Düseninnenseite ist mit hitzebeständiger Keramik verkleidet. Die Triebwerksmasse liegt bei etwa 1600 kg, was zu einem Schub-Gewicht-Verhältnis von 11:1 führt. Das System wird durch ein volldigitale Triebwerksregelung (FADEC) kontrolliert. Gegenüber dem Triebwerk der Vorgängergeneration Saturn AL-31 konnte die Zahl der Teile deutlich reduziert und die Betriebskosten um 25 % gesenkt werden. Allerdings liegt aufgrund der hohen Leistung und der komplizierten Konstruktion die Betriebsdauer bis zur ersten Inspektion bei nur 1000 Stunden, wobei die Düse nur für eine Einsatzdauer von 250 Stunden konzipiert ist.

### Bewaffnung
Das Flugzeug ist mit einer 30-mm-Maschinenkanone GSch-30-1 ausgerüstet. Zusätzlich befinden sich unter jeder Tragfläche drei Außenlaststationen für externe Waffen, wobei die inneren auch für Zusatztanks geeignet sind. Der Waffenschacht, der hinter dem Lufteinlauf Platz finden sollte, hätte die Waffen hydraulisch ausgestoßen. Kurzzeitig war angedacht, den Waffenschacht auf dem Rücken zu platzieren und die Waffen nach oben auszuwerfen. Für die MiG MFI wurde eine Variante der Luft-Luft-Rakete R-77M mit klappbaren Rudern für die Waffenschächte entwickelt. Langfristig war die staustrahlgetriebene Variante R-77M-PD angedacht. Die verbesserte R-73M sollte Ziele im Nahbereich bekämpfen. Alle Luft-Luft-Lenkwaffen sollten auch auf Ziele in der hinteren Hemisphäre abgefeuert werden können, um Verfolger zu bekämpfen.

## Technische Daten
| Kenngröße                | Daten |
| ------------------------ | --- |
| Typ                      | Prototyp eines Luftüberlegenheitsjägers                                                                               |
| Besatzung                | 1 |
| g-Limits                 | N/A 1 |
| Länge                    | 20 m |
| Spannweite               | 15 m |
| Höhe                     | 5,60 m |
| Flügelfläche             | ~100 m² 2 |
| Flügelstreckung          | 2,25 |
| Massen                   | - Leermasse: 18.000 kg 3 - normale Startmasse: 30.000 kg - maximale Startmasse: 35.000 kg                             |

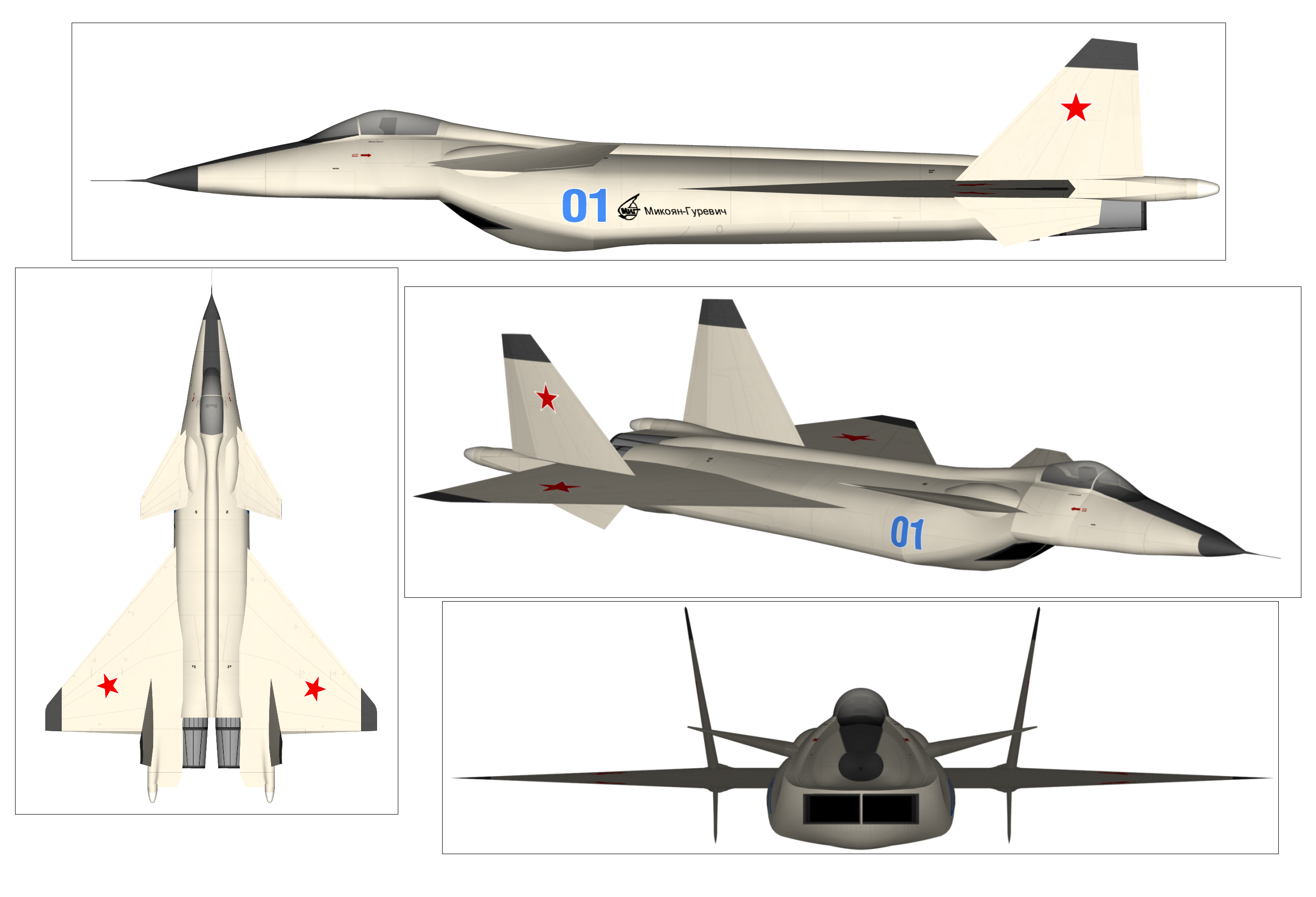
3D-Grafik einer MiG 1.44

| Tragflächenbelastung     | - minimal (Leermasse): 180 kg/m² - normal (normale Startmasse): 300 kg/m² - maximal (maximales Startmasse): 350 kg/m² |
| Gipfelhöhe               | 18.945 m |
| Waffenlast               | - intern 12 Aufhängepunkte - extern 8 Aufhängepunkte - insgesamt maximal 12.000 kg                                    |
| Reichweite               | 4000 km (mit Zusatztanks)                                                                                             |
| Triebwerke               | zwei Mantelstromtriebwerke Saturn/Ljulka AL-41F                                                                       |
| Schubkraft               | - 2 × ~120 kN ohne Nachverbrennung 4 - 2 × 177 kN mit Nachverbrennung                                                 |
| Marschgeschwindigkeit    | Mach 1,8–1,9 |
| Höchstgeschwindigkeit    | Mach 2,6 |
| Schub-Gewicht-Verhältnis | - maximal (Leermasse): 2 - normal (normale Startmasse): 1,2 - minimal (maximale Startmasse): 1,03                     |